# اختبار اللوحة المثقوبة
اختبار اللوحة المثقوبة (HBT) هو طريقة تجريبية تستخدم في البحث العلمي لقياس القلق والتوتر والانفعالية لدى الحيوانات. ونظرًا لقدرته على قياس سلوكيات متعددة، فهو اختبار شائع في علم الأدوية السلوكية، ولكن النتائج مثيرة للجدل.